# Máximo V Hakim
Máximo V Hakim (en árabe مكسيكوس الخامس حكيم) (Tanta, 18 de mayo de 1908-Beirut, 29 de junio de 2001) fue un religioso egipcio, Patriarca de Antioquía y todo el Oriente, Alejandría y Jerusalén de los Melquitas. 

## Biografía
Nació como George Selim Hakim en 1908 en Tanta, Egipto. En 1930 fue ordenado sacerdote, y en 1943 nombrado obispo de Acre, cargo en el que fue elevado a arzobispo en 1964. El 22 de noviembre de 1967 fue nombrado obispo de Damasco y Patriarca de Antioquía de los Melquitas, siendo confirmado a los cuatro días por la Santa Sede con la ecclesiastica communio. Participó en el Concilio Vaticano II. El 22 de noviembre de 2000 se retiró debido a su edad, pasando a ser patriarca emérito. También fue Gran Maestro de la Orden Patriarcal de la Santa Cruz de Jerusalén (1979-2000).
| Predecesor: Máximo IV Saigh | Patriarca de Antioquía y todo el Oriente, Alejandría y Jerusalén de los Melquitas 1967-2000 | Sucesor: Gregorio III Laham |